# Wilhelm Franz Herter
Pour les articles homonymes, voir Herter.
Wilhelm Franz Herter (né en 1884 à Berlin - mort en 1954 à Hambourg) est un botaniste allemand.